# طغتکین
ظاهرالدین طغتکین (ترکی استانبولی: Tuğtekin; ۱۳ فوریهٔ ۱۱۲۸) فرمانده ترکمان و امیر دمشق از سال ۱۱۰۴ تا ۱۱۲۸ میلادی بود. وی همچنین سلسله بوری در دمشق بنیان گذاشت که تا فتح شهر دمشق توسط نورالدین زنگی قدرت را در این شهر و ناحیه در دست داشتند.
وی یکی از فرماندهان پایین‌رتبه تتش، امیر سلجوقی دمشق و شام بود که پس از مرگ وی با به حمایت از دقاق در برابر رضوان بن تتش برآمد. در همان ایام وی مأمور فتح شهر جبله شد اما در مأموریت خویش ناکام بود تا آن که نیروهای صلیبی شهر انطاکیه به محاصره خویش در سال ۱۰۹۷ درآوردند. با وجود رقابت میان رضوان و دقاق، طغتکین از جانب دقاق عازم انطاکیه شد اما وی در نبرد با بوهموند تارانتو و رابرت فلاندرز شکست خورد و مجبور به عقب‌نشینی شد. وی بار دیگر به همراه نیروهای کربغا عازم انطاکیه شد اما بازهم در ژوئن ۱۰۹۸ در مقابل صلیبیون شکست خورد.